# A.W. Friestedts fabriksaktiebolag

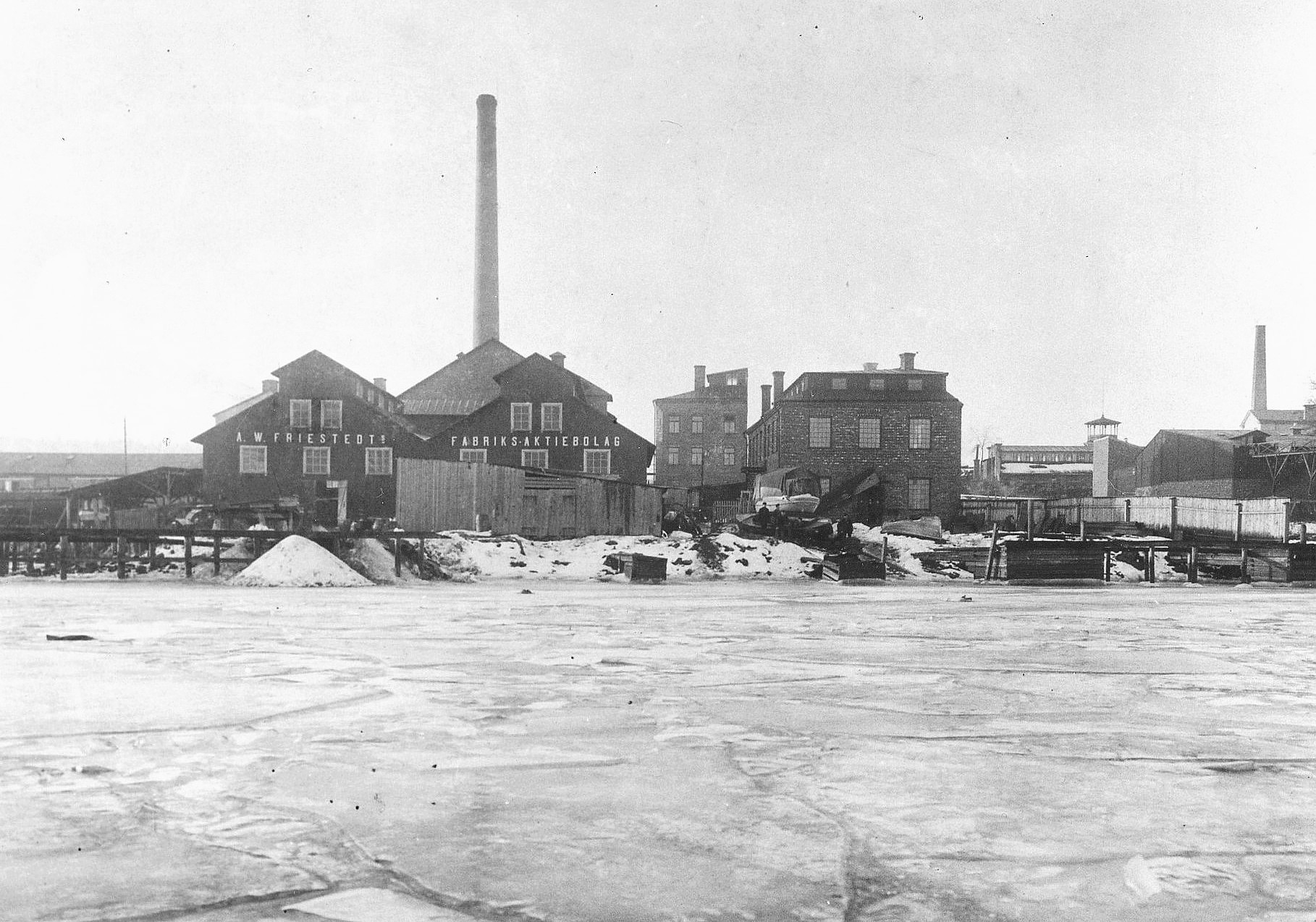
A.W. Friestedts fabriks AB sedd från Liljeholmsviken år 1900.

A.W. Friestedts fabriksaktiebolag var en kemisk-teknisk fabrik som bland annat producerade benmjöl och existerade mellan 1850-talet och 1910-talet på olika platser i Stockholm. A.W. Fristedts första etablering var på Södermalm och den sista fabriken stod i nuvarande kvarteret Lövholmen i Liljeholmen, södra Stockholm. Vid Liljeholmen finns fabrikens kontorshus och delar av själva fabriksbyggnaden fortfarande bevarade om än kraftig ombyggda och ingår i Cementas anläggning.

## Historik
| Robert och August Wilhelm Friestedt |  | Robert och August Wilhelm Friestedt |
| Robert och August Wilhelm Friestedt |  |                                     |

A.W. Friestedts fabriksaktiebolag grundades som A.W. Friestedts Tekno-Kemiska Fabrik år 1856 av August Wilhelm Friestedt (1819-1873). Verksamheten omfattade produktion av bland annat benmjöl för djurfoder, superfosfat för gödning och benkol som blev råvaran för bensvärta vilken användes i exempelvis svart skokräm. Utgångsmaterialet var djurben som kom från slakterier och kök.
Rörelsen var ett familjeföretag där sonen Robert Friestedt (1857-1924) blev, efter utbildning på Kungliga Tekniska högskolan, delägare 1880 och sedermera även verkställande direktör fram till den slutliga avvecklingen 1922. I Ledningen fanns även A.R. Friestedt och M. Friestedt. Företagets fabriksmärke var ett hjortkranium med två korsade ben därunder. A.W. Friestedts foderbenmjöl blev en framgångsrik och prisbelönt produkt, belönad med guldmedalj på världsutställningen i Liege 1905. Under början av 1900-talet tillverkades även MUM. Produkten lanserades som ”kraftnäring för barn och sjuklingar”.

### Tiden på Södermalm
- Koordinater: 59°19′4,2″N 18°02′43.9″Ö / 59.31667°N 18.045528°Ö

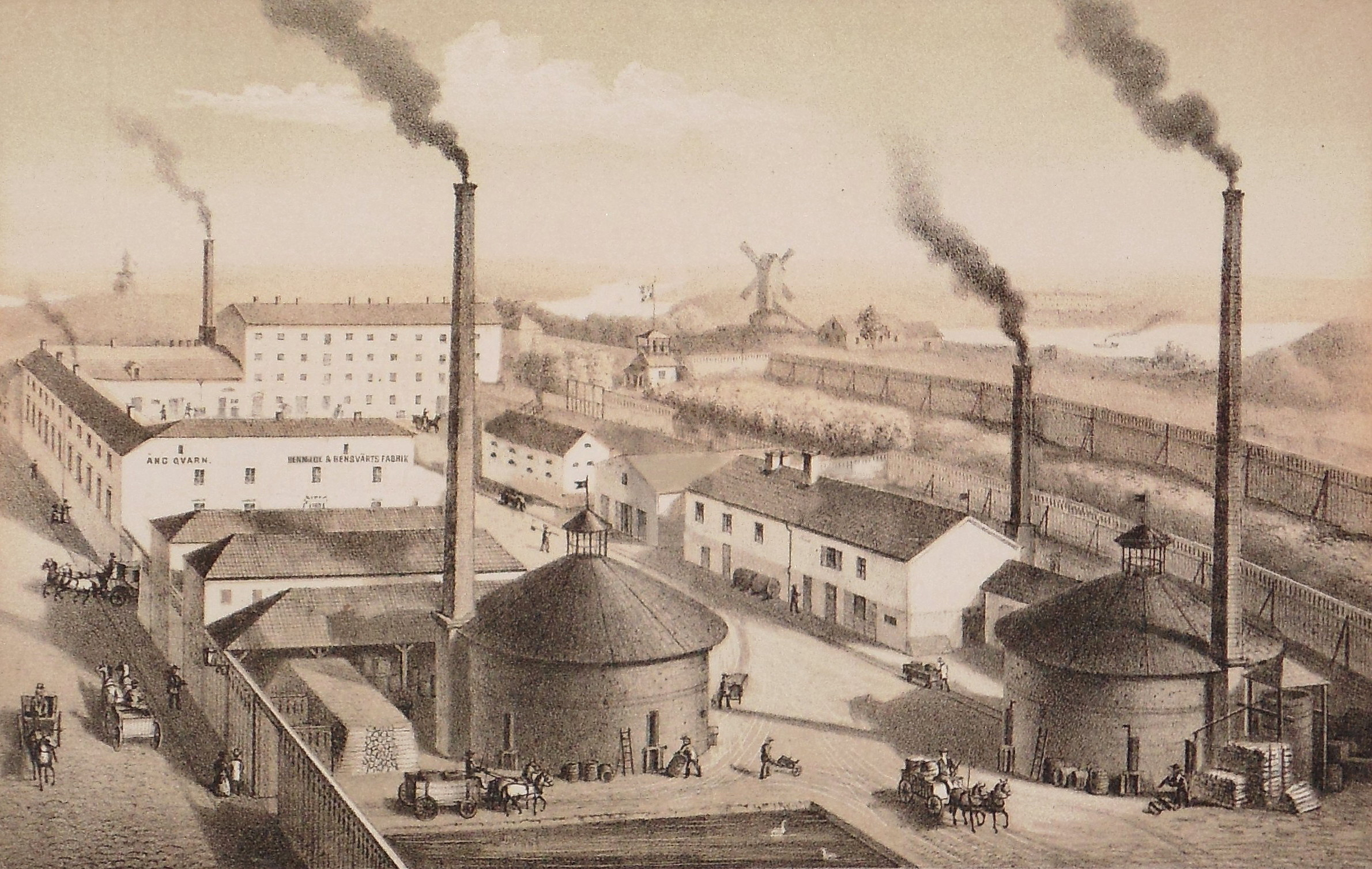
A.W. Friestedts Tekno-Kemiska Fabrik på Södermalm, 1870-tal.
I bakgrunden syns Österlings kvarn som stod på Högalidsberget.

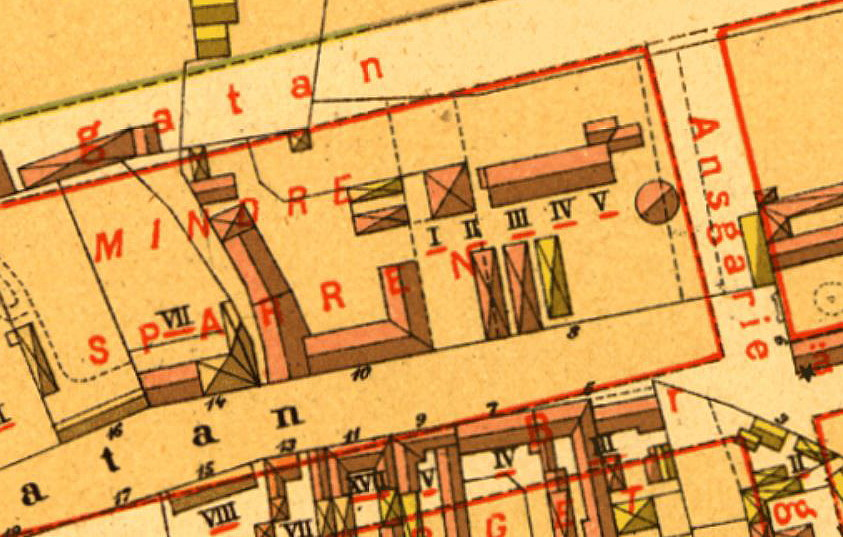
Kvarteret Kaninen mindre 1885. Friestedts fabrikstomt I-V.

Den första fabriken låg i dåvarande kvarteret Kaninen Mindre vid Hornstullsgatan 8-10 på Södermalm. Kring sekelskiftet 1900 ändrades gatunamnet till Brännkyrkagatan och kvartersnamnet till Sparren. Friestedt disponerade kvarterets östra del som var en hopslagning av fem mindre fastigheter och gränsade till Ansgariegatan. Närmaste granne i öster var Wirwachs malmgård som fortfarande existerar.
Fabriken syns på en färglitograferad plansch ur Sveriges industriella etablissementer upprättad av Gustaf Pabst på 1870-talet. Illustrationen återger anläggningen i något idealiserad form. De båda cirkelrunda byggnader med skorsten föreställer brännugnarna för ben. Friestedt hade bara en brännugn, inte två, som framgår av Alfred Rudolf Lundgrens samtida karta. Möjligtvis visar Gustaf Pabsts illustration ett framtidsprojekt. Anläggningen bestod av en gård för mottagning av ben, benkolsugnen, benkvarnen och benkokeriet med upplagsmagasin. Till egendomen hörde även några bostadshus, där Friestedt bodde med sin familj.
Enligt en av A.W. Friestedt upprättad sammanställning hörde till fabriken följande byggnader:
- Tre bostadshus (på tomtens västra del)
- En butik
- Kvarn och maskinhus i två våningar
- Fabrikshus i fyra våningar
- Stallbyggnad med plats för 7 hästar
- Maskinbyggnad
- Vagnshus, slöjdhus och smedja
- Flamugn för glödning av benaska
- Ett större cirkelrunt hus innehållande 9 st. murade eldfasta retorter för bränning av ben
- En vid brännhuset anbringat 86 fot (25,5 meter) hög skorsten
- Ett större träskjul
- Ett större vagnslider

Under en längre tid hade Friestedts Tekno-Kemiska Fabrik problem med grannarna. Det var huvudsakligen den dåliga lukten som uppstod i samband med tillverkningen av benmjöl och som spreds från den höga fabriksskorstenen över området. När fabriken anlades på 1850-talet var trakten långt utanför den tätbebyggda staden men på 1880-talet ryckte nya bostadskvarter allt närmare och för delarna kring östra Södermalm stadsplanerades nya kvarter och gaturegleringar. 
Även Stockholms stadsfullmäktige konstaterade 1886 att ”röken från skorstenen luktar mycket intensivt af förbrända organiska ämnen och besvärar onekligen granskapet vidt och bredt”. Staden kunde dock inte förbjuda fortsatt verksamhet eftersom fabriken kom till före den på 1880-talet gällande hälsovårdsstadgan. Istället erbjöd Stockholms stad köp av Friestedts "etablissement" och tillhandahållande av en lämplig tomt vid stadsägda Riddersvik nära Lövsta sopstation (dagens Hässelby villastad). Även A.W. Friestedt var beredd att sälja hela anläggningen till Stockholms stad och flytta till Riddersvik.
Under tiden hade Friestedt avlidit och 1889 upprättades ett köpekontrakt med A.W. Friestedts dödsbo med Robert Friestedt i spetsen där Stockholms stad köpte fastigheten och fabriksbyggnaderna för 150 000 kronor. Under en övergångstid fick verksamheten vara kvar till 1893. Någon flytt till Riddersvik blev det dock inte utan till en ny anläggning på industriområdet Nynäs vid sjön Trekanten i Gröndal.
Friestedts gamla fabrikstomt på Södermalm med sina byggnader i kvarteret Sparren fanns kvar till åtminstone 1939. Den höga skorstenen hade då redan tagits ner och en skrotfirma hade sin verksamhet på tomten. På platsen ligger idag Ansgarieparken och bostadshus från 1940-talet.

### Tiden på Nynäs, Gröndal
- Koordinater: 59°18′47.7″N 18°0′54″Ö / 59.313250°N 18.01500°Ö

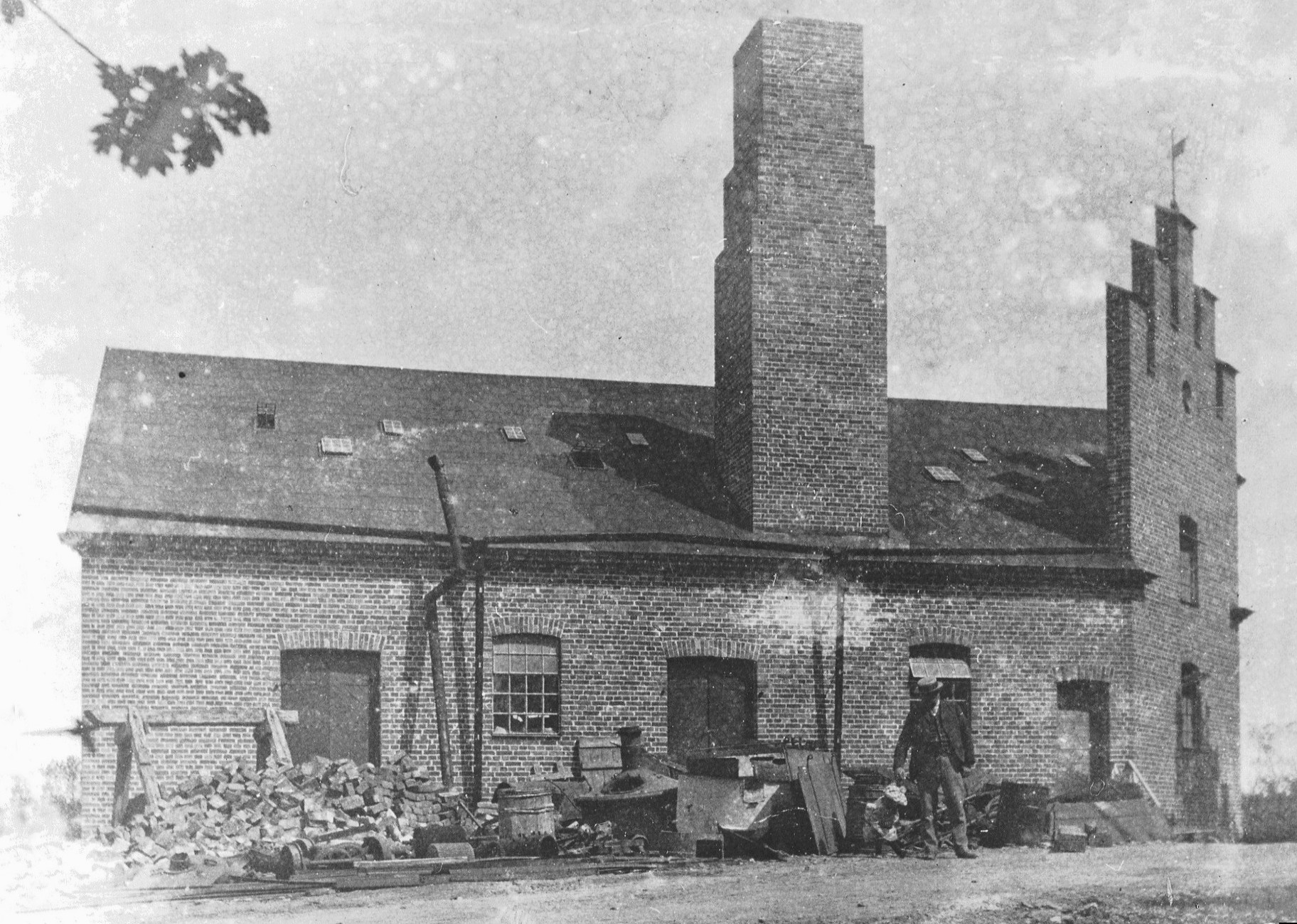
Fabriksbyggnaden i Nynäs under uppförande, 1893. Robert Friestedt och son Sven poserar framför nybygget.

År 1893 eller 1894 genomfördes flytten till Nynäs. Direkt vid vattnet på norra sidan om Trekanten med adress Lövholmsvägen 49 stod den nybyggda fabriken, uppförd i tegel med en karakteristisk trappgavel mot sjön och en hög skorsten innanför västra långsidan. Intill byggdes även disponentvillan. 
Tiden vid Trekanten blev kort. Omedelbart fick byggherren Robert Friestedt problem med själva bygget som genomfördes av honom trots klagomål från grannarna och förbud från myndigheter. Kunglig Majestäts befallningshavande hade kallats till hjälp. Han åberopade hälsovårdsstadgan som förklarade att "benkvarnar och sådana fabriker, där djurämnen brännas eller underkastades torr destillation, icke må anläggas inom stad..."
I november 1896 blev fabriksbyggnaden brandskadad, men kunde återuppbyggas. Någon vidare framställning av benmjöl på Nynäs var dock utesluten. Ungefär samtidigt lät Robert Friestedt bygga fabriken vid Liljeholmsviken, cirka 400 meter nordväst om den gamla. Den nya fabriken stod färdig 1899 och den återuppbyggda fabriken vid Trekanten övertogs av konststensfabriken Litholith. Efter Litholith hade Lagerholms Tryckfärgsfabrik sin verksamhet i byggnaden. De sista industrierna på Nynäs försvann på 1960- och 1970-talen. Själva fabriksbyggnaden med skorstenen revs först på sommaren 1980. Platsen är idag ett parkområde.

### Tiden vid Liljeholmsviken
- Koordinater: 59°18′53″N 18°01′17.2″Ö / 59.31472°N 18.021444°Ö

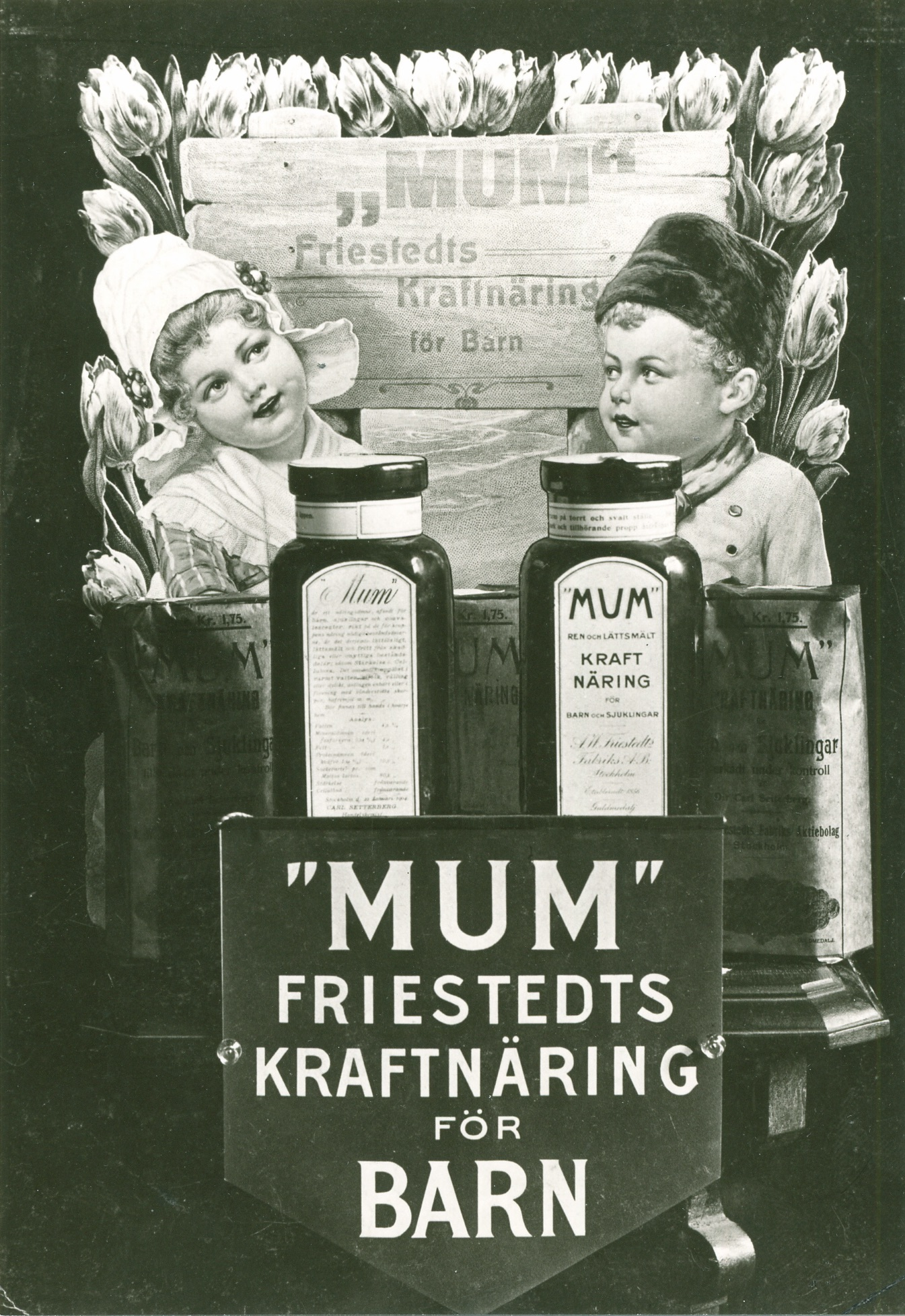
"MUM".

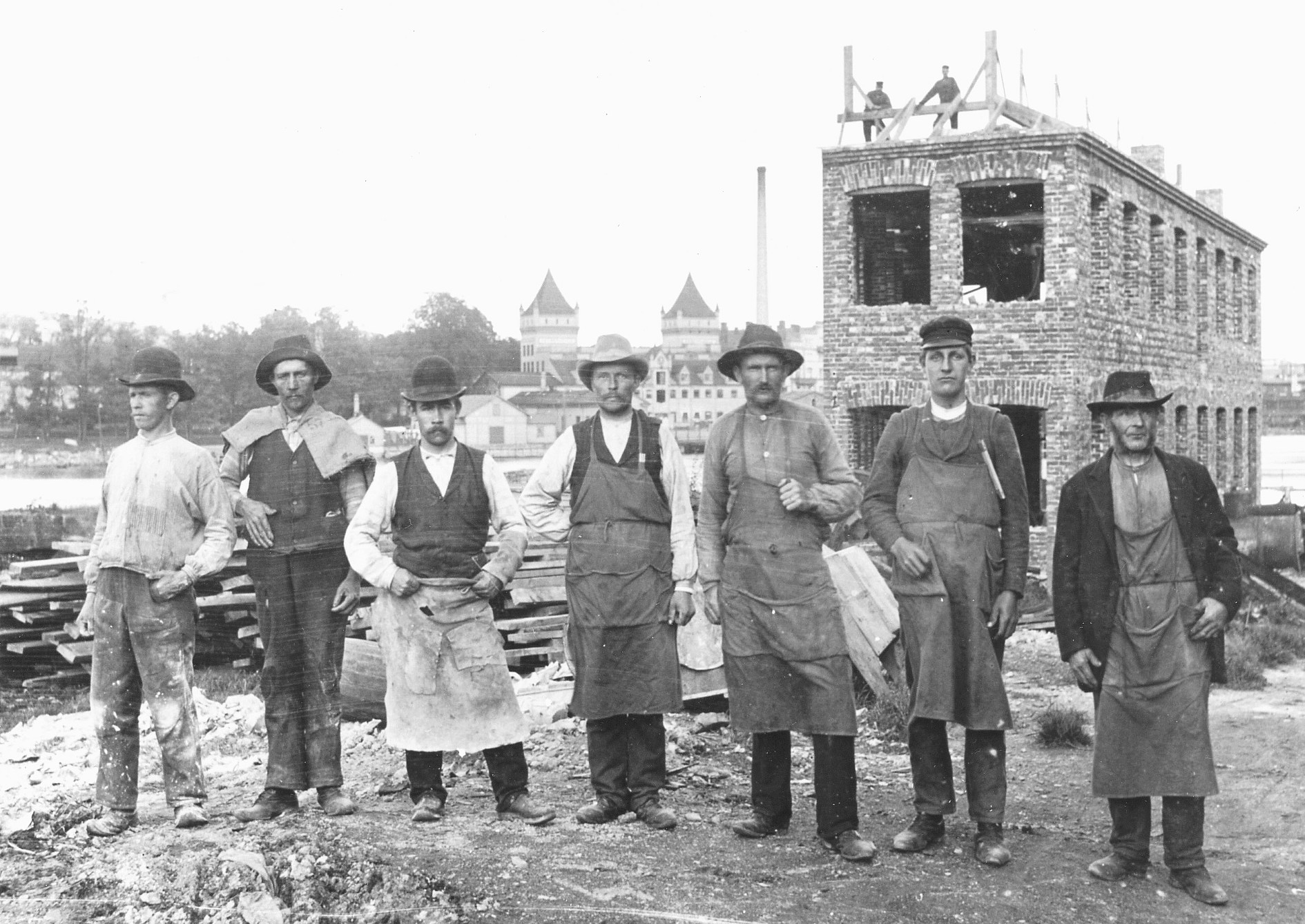
Anläggningen på Lövholmen under uppförande cirka 1899.

Den nya fabriken vid Liljeholmsviken byggdes 1896–1899 på området Lövholmen och blev inflyttningsklar till sommaren 1899. Närmaste grannar var Lövholmsvarvet, De Förenade Kolsyrefabrikernas AB och H. Palmcrantz & Co. På platsen stod tidigare färgeriet Nya Blå Hand Joseph Degen som revs och uppfördes på nytt vid Lövholmsgränd i kvarteret Färgeriet (se Färgeriet Nya Blå Hand). Mot Liljeholmsviken fanns även två karaktäristiska trälängor med gavlar mot vattnet som byggdes 1896 för ett nybildat bolag Liljeholmens Superfosfatfabrik.
Fabriksbyggnaden byggdes i tegel med två våningar och mönstermurade fasader samt en hög fabriksskorsten mitt i byggnaden. De båda trälängorna där superfosfat framställdes övertogs. Invid tomtgränsen i väster restes ett tegelhus i tre våningar som blev företagets kontor. Man fortsatte med benmjölsprodukter i större skala och satsade även på den färg- och kemisk-tekniska branschen.
År 1900 eller 1901 bildades A.W. Friestedts fabriksaktiebolag där Robert Friestedt blev verkställande direktör. Han hade nu flyttat med hustru Carolina och barnen Sven och Märta till Gröndal och bebodde före detta egendomen Stora Gröndal vilken han lät ombygga till sin privata villa Lindudden. Han blev även VD för Gröndals Tomt- och byggaktiebolag som skulle förvandla Gröndal till ett mönstersamhälle för "såväl affärsmannen, fabrikanten och hantverkaren som för den skötsamme arbetaren". Han var efter 1906 också ordförande i Liljeholmens municipalnämnd.
År 1908 fick A.W. Friestedts fabriksaktiebolag ekonomiska problem. Anledningen var bland annat prisfall på samtliga bolagets fabrikat, framställda av ben och brist på rörelsekapital. 1910 anmälde bolaget konkurs och samtidigt bildades A.W. Friestedts Nya Fabriks AB. Två år senare såldes fabrikstomten och byggnader till Erik Ohlssons sågverk och brädgård. Robert Friestedt bedrev sedermera en teknisk byrå vid Drottninggatan 57 där han 1922 lanserade ett sorts lim kallat Certus-Pulver. Han avled den 6 februari 1924 och fann sin sista vila på Norra begravningsplatsen.

### Fabrikens vidare öden
Friestedts fabriksbyggnad på Lövholmen finns kvar, dock i kraftig ombyggd form. 1915 skadades byggnaden av en brand men återuppfördes. Efter Erik Ohlssons sågverk disponerades fabriken av Limhamns Träindustrier som lät bygga om och höja huset. 1949 följde en ombyggnad inför Skånska Cements etablering på fastigheten (sedermera Cementa). Huset innehöll då laboratorier, verkstad, lager, kontor, skyddsrum och en panncentral. Idag (2020) hyrs byggnaden av olika företag i byggbranschen. På sikt kommer fastigheten att rivas för att göra plats för ny bostadsbebyggelse i ramen för projektet ”Nya Lövholmen” som beräknas ta cirka 10 till 15 år att genomföra. Byggnaden är grönmärkt av Stadsmuseet i Stockholm vilket innebär ”att bebyggelsen representerar ett högt kulturhistoriskt värde och är särskilt värdefull från historisk, kulturhistorisk, miljömässig eller konstnärlig synpunkt”.

### Historiska bilder

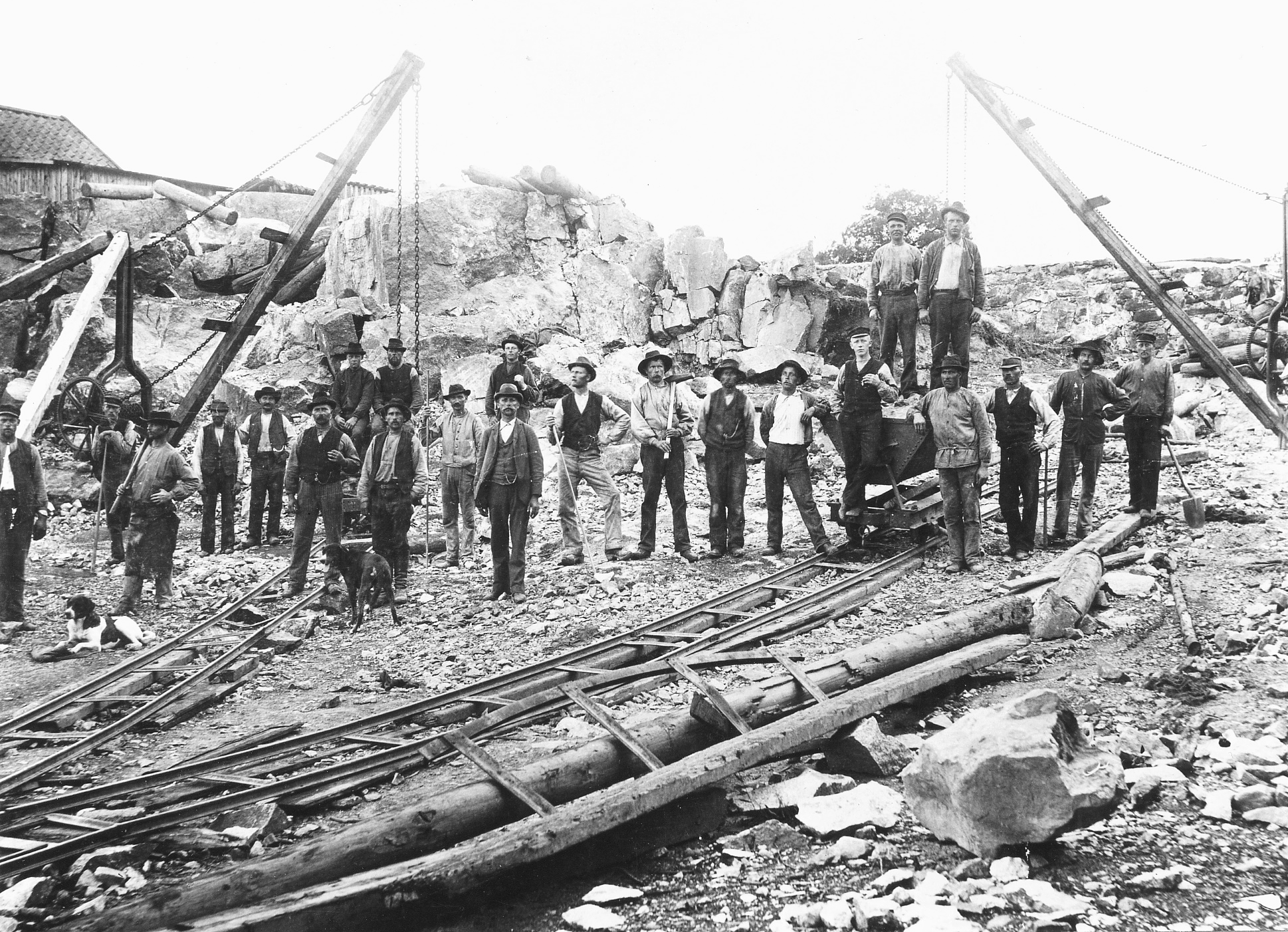
Byggarbeten för Lövholmsfabriken 1896.
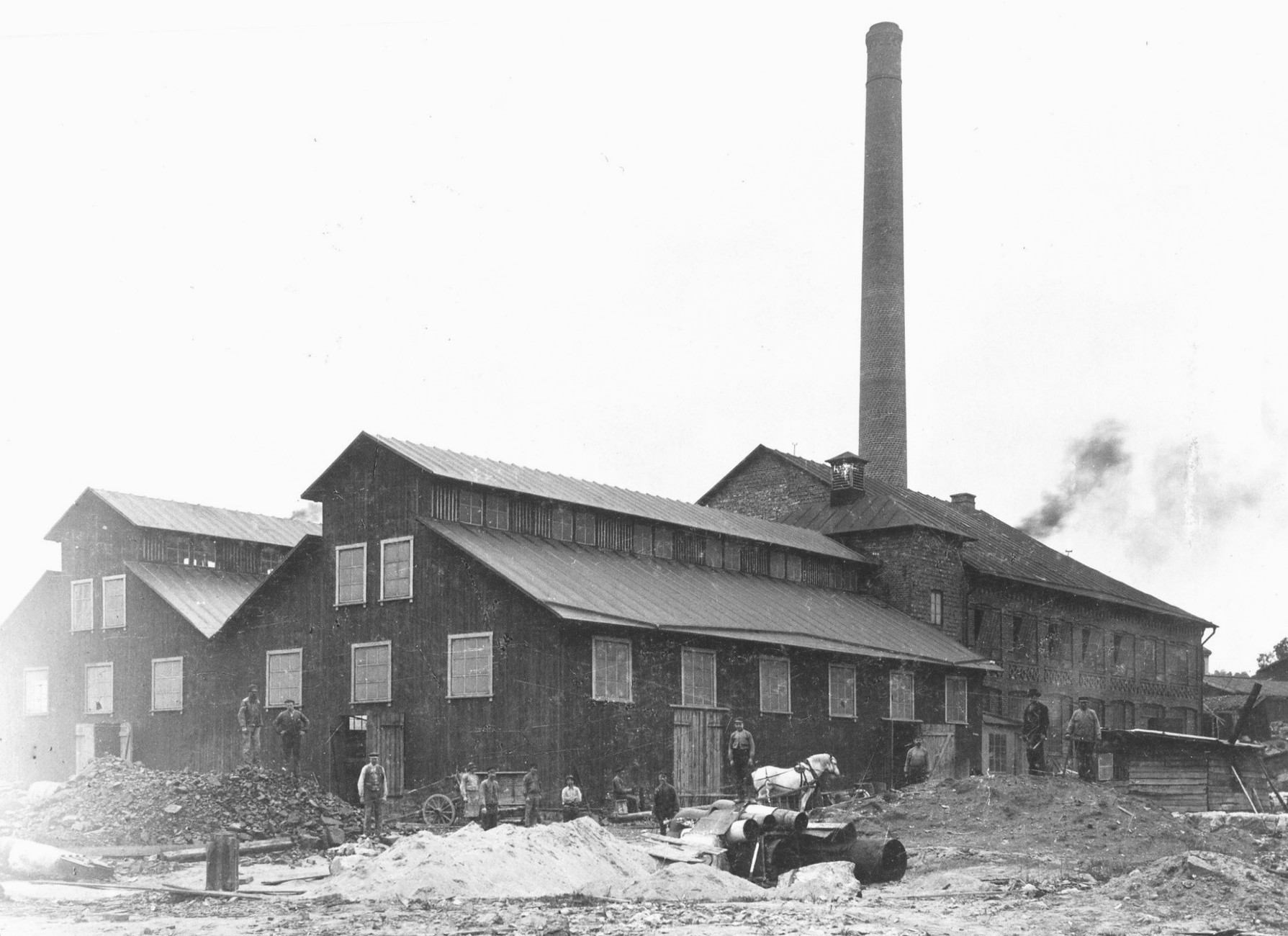
Lövholmsfabriken sedd från norr, maj 1900.
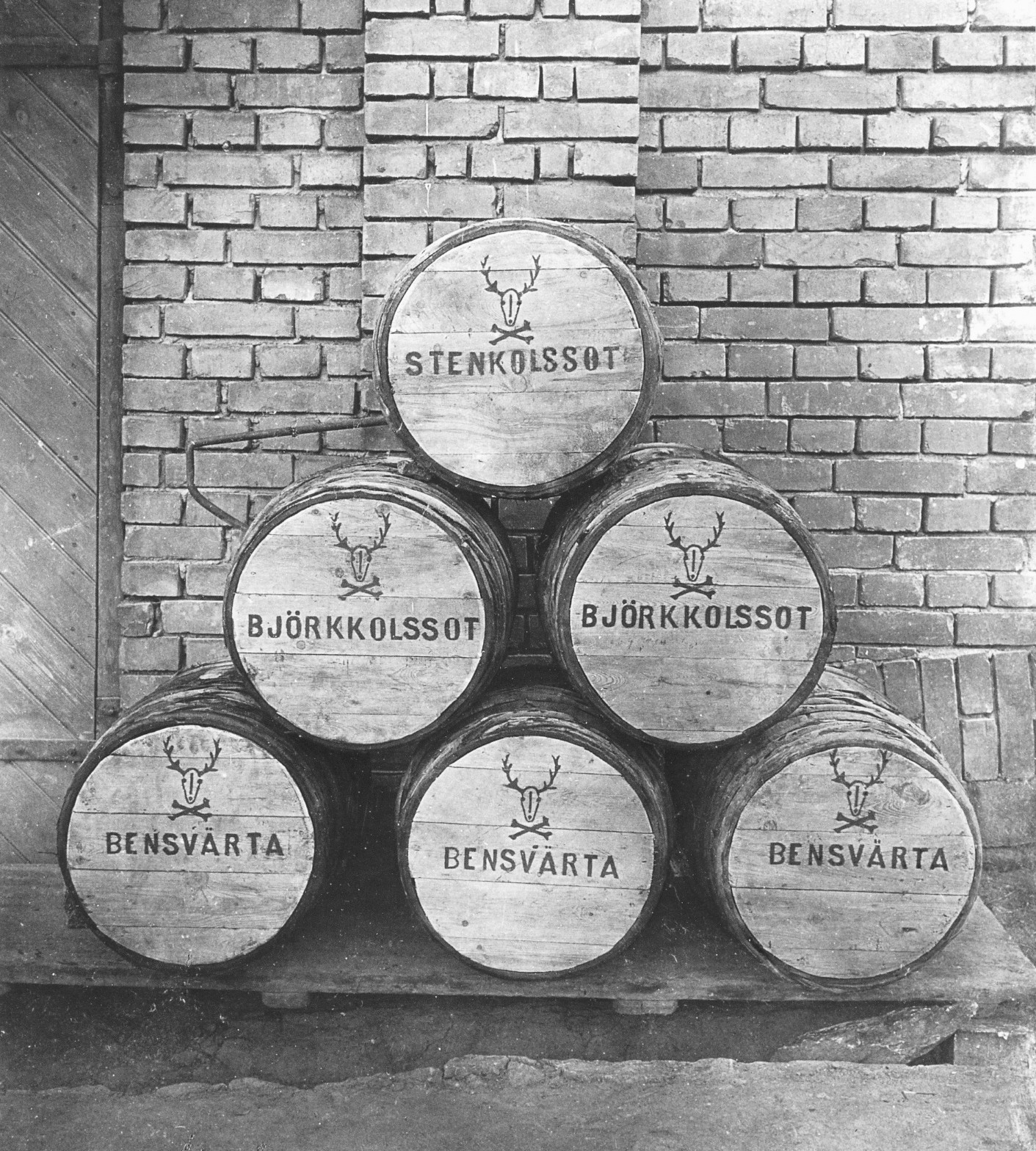
Tunnor med olika sorters benmjöl utanför fabriken.
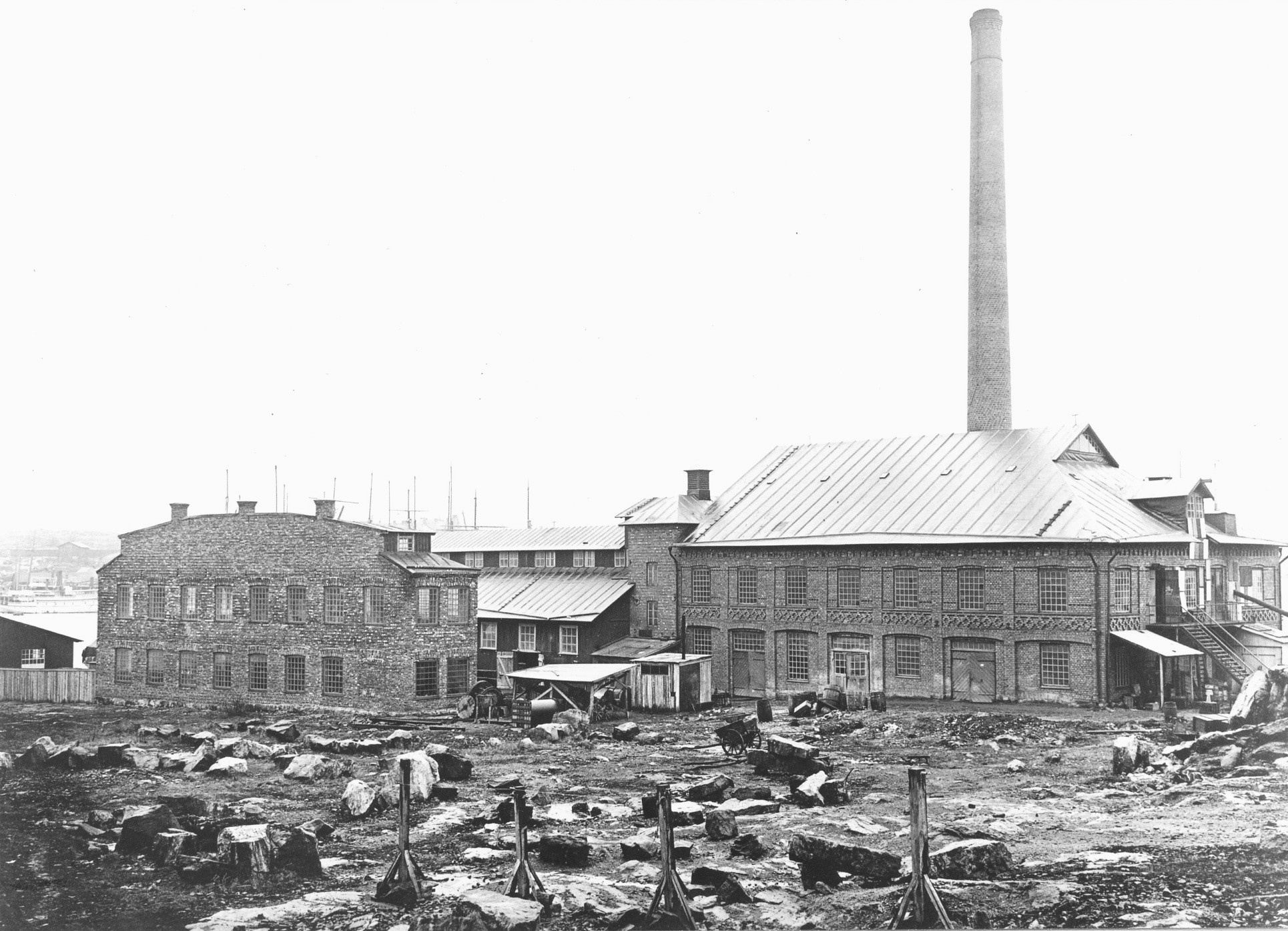
Lövholmsfabriken sedd från väster, 1900.
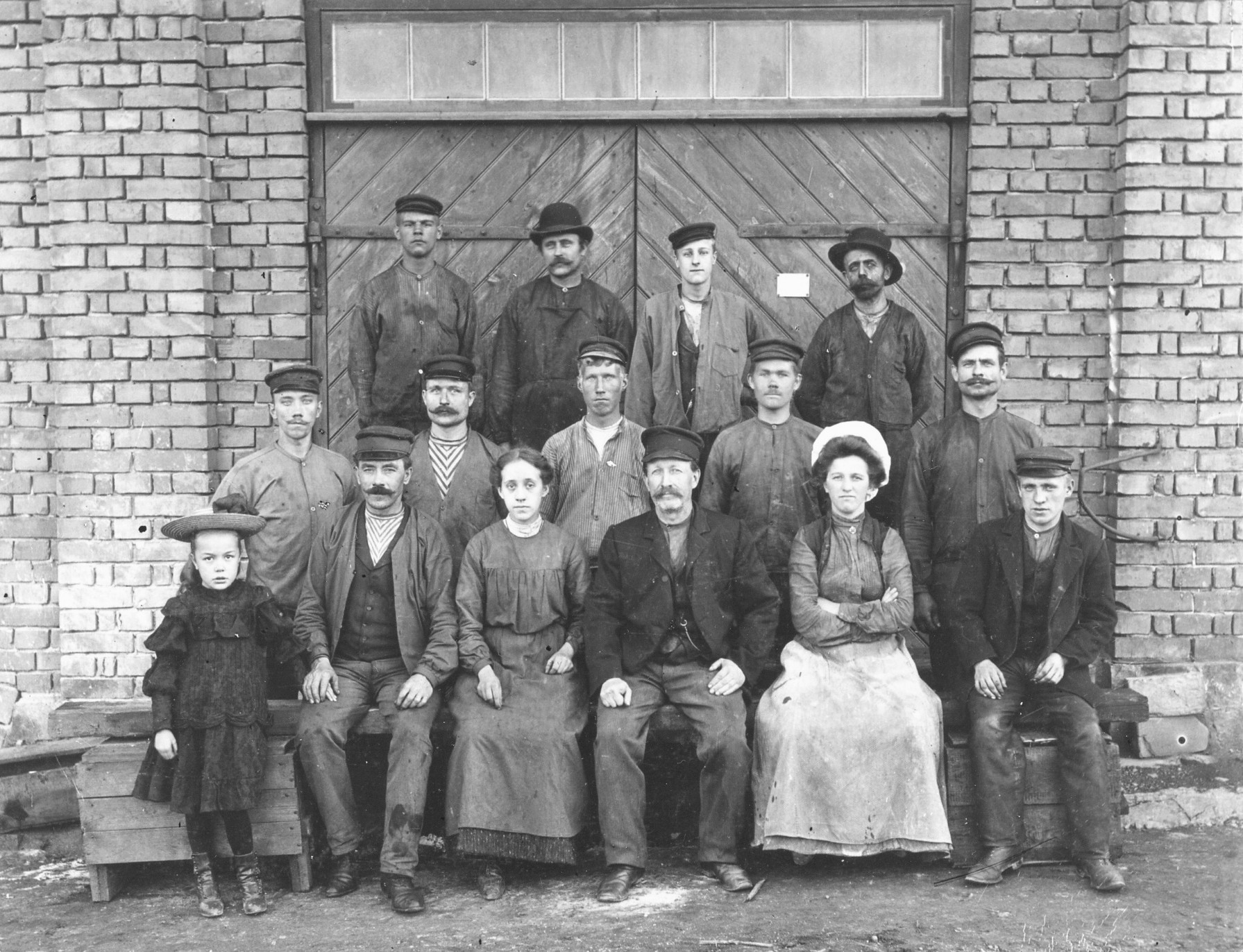
Personalen framför Lövholmsfabriken, 1904.

## Noter

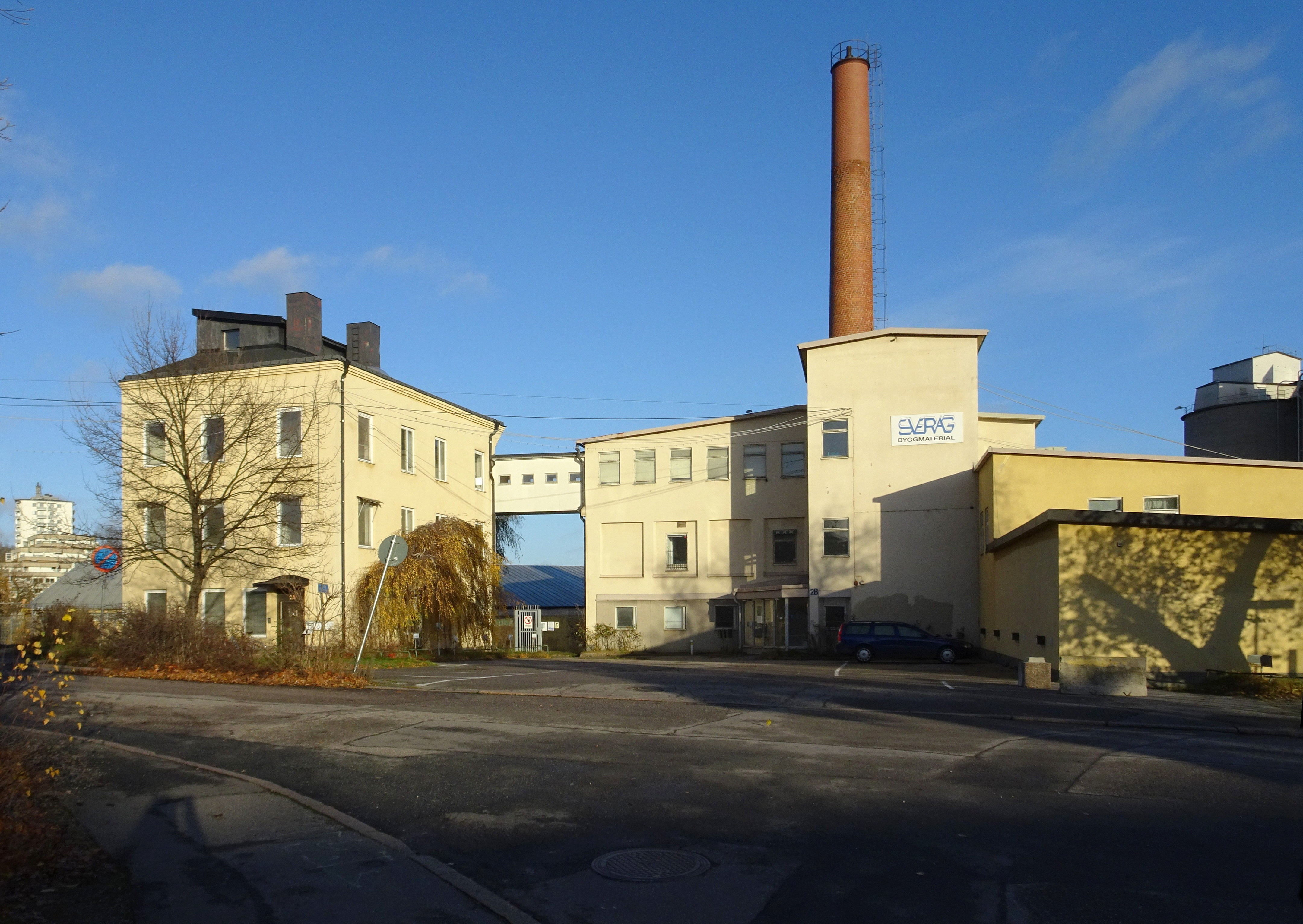
Friestedts före detta fabriksbyggnad (huset med skorstenen) och kontor 2020.